# Goupil-Othon
Goupil-Othon é uma comuna francesa na região administrativa da Normandia, no departamento de Eure. Estende-se por uma área de 14.80 km². Em 2010 a comuna tinha 1 272 habitantes (densidade: 85,9 hab./km²).
Foi criada em 1 de janeiro de 2018, após a fusão das antigas comunas de Goupillières e Le Tilleul-Othon.